# Leichtathletik-Weltmeisterschaften 2013/20 km Gehen der Frauen
Das 20-km-Gehen der Frauen bei den Leichtathletik-Weltmeisterschaften 2013 wurde am 13. August 2013 in den Straßen der russischen Hauptstadt Moskau ausgetragen.
In diesem Wettbewerb errangen die chinesischen Geherinnen die ersten beiden Plätze. Weltmeisterin wurde die Titelverteidigerin und Olympiadritte von 2012 Liu Hong vor Sun Huanhuan. Bronze ging an die Italienerin Elisa Rigaudo. Diese Platzierung kam jedoch erst Anfang 2022 zustande, nachdem der ursprünglichen Siegerin Jelena Laschmanowa aus Russland der Titel nachträglich aberkannt worden war.

## Bestehende Rekorde
| Weltrekord               | 1:24:56 h | Olga Kaniskina    |                               | 28. Februar 2009 |
| Weltmeisterschaftsrekord | 1:25:41 h | Olimpiada Iwanowa | WM 2005 in Helsinki, Finnland | 7. August 2005   |

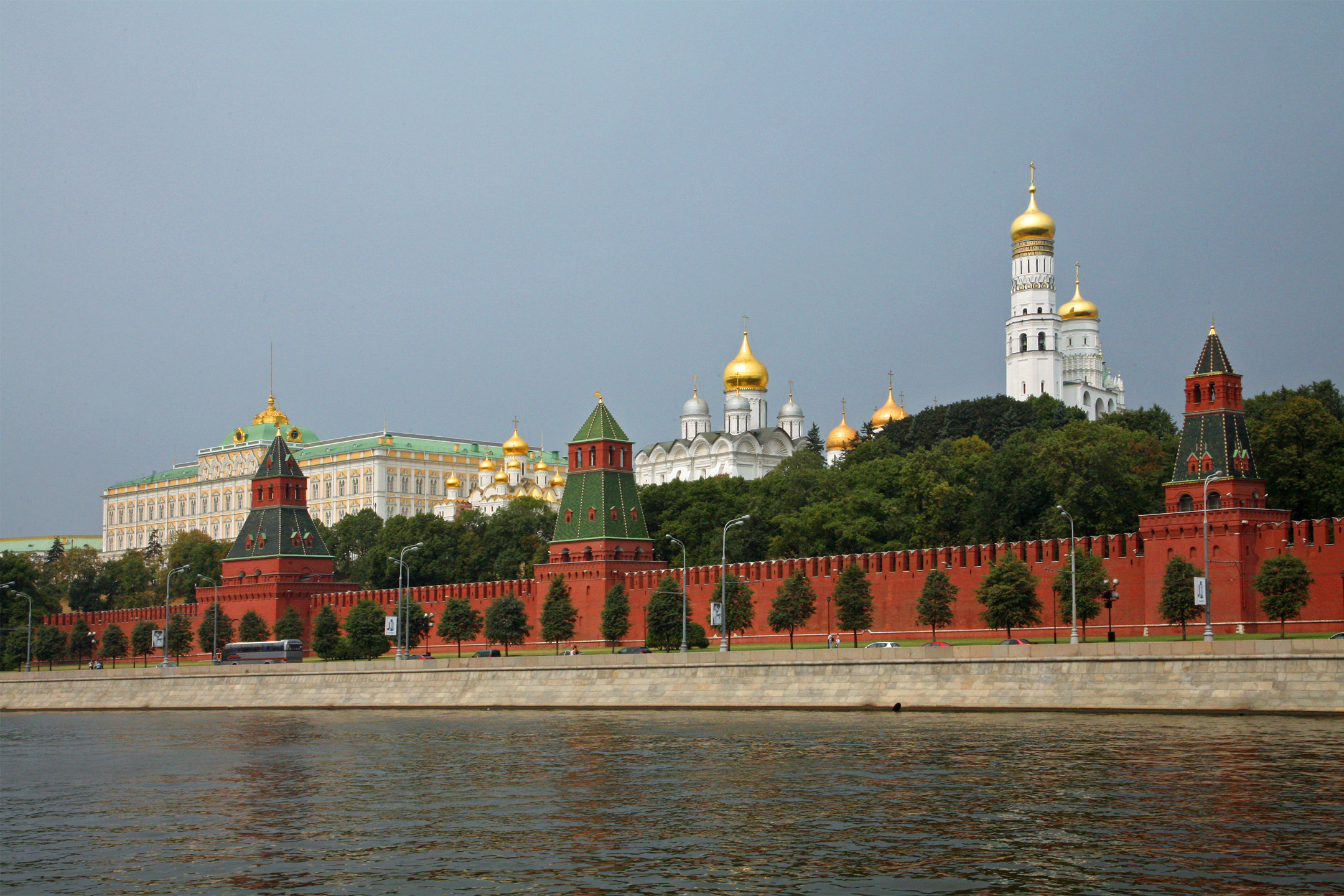
Blick auf Kremlmauer und Kreml im Jahr 2010

Der bestehende WM-Rekord wurde bei diesen Weltmeisterschaften nicht eingestellt und nicht verbessert.
Es wurden vier Landesrekorde aufgestellt:
- 1:29:05 h – Anežka Drahotová, Tschechien
- 1:32:25 h – Sandra Arenas, Kolumbien
- 1:33:57 h – Kimberly García, Peru
- 1:34:28 h – Khushbir Kaur, Indien

## Durchführung
Hier gab es keine Vorrunde, alle 62 Geherinnen traten gemeinsam zum Finale an.

## Doping
Dieser Wettbewerb war mit mehreren Dopingfällen belastet:
- Im März 2022 wurde der Sieg der Russin Jelena Laschmanowa wegen Doping-Vergehens annulliert.[1]
- Die ursprünglich zweitplatzierte Russin Anissja Kirdjapkina wurde vom Internationalen Sportgerichtshof CAS wegen Blutauffälligkeiten für drei Jahre gesperrt. Ihre bei den Weltmeisterschaften 2011 und 2013 gewonnenen Medaillen musste sie zurückgeben.[2]
- Die Ukrainerin Olena Schumkina, zunächst Platz 19, wurde wegen auffälliger Blutwerte in ihrem Biologischen Pass für dreieinhalb Jahre gesperrt. Ihre seit Mai 2011 erzielten Ergebnisse wurden gestrichen.[3]
- Die zunächst auf Platz 27 angekommene Kasachin Ayman Kozhakhmetova gehörte zu sieben Athleten, die direkt im Anschluss an die Weltmeisterschaften positiv getestet und disqualifiziert wurden. Sie hatte die verbotene Substanz Erythropoetin (EPO) eingesetzt.[4]

## Ergebnis

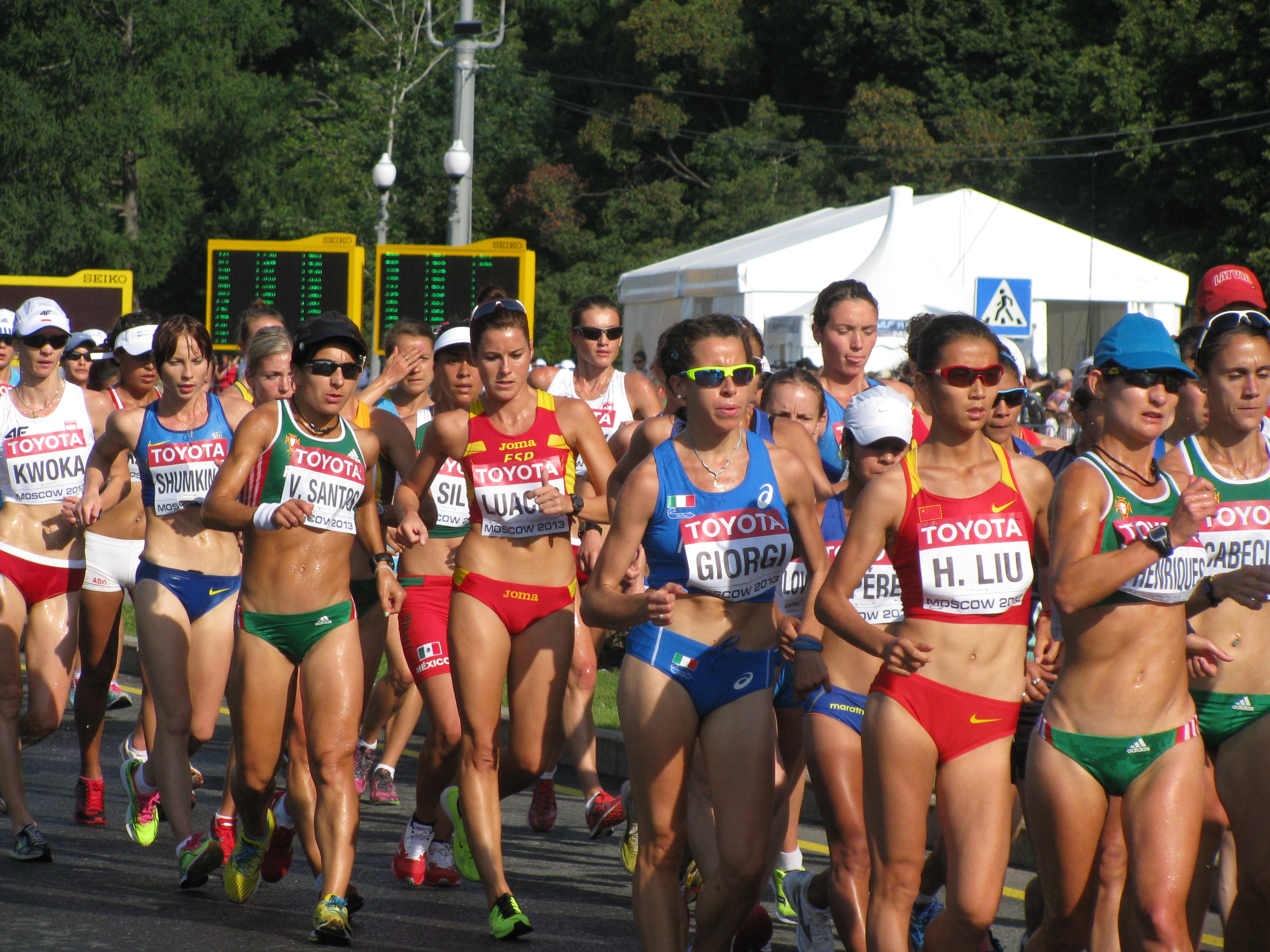
Die 20-km-Geherinnen unterwegs auf ihrer Strecke

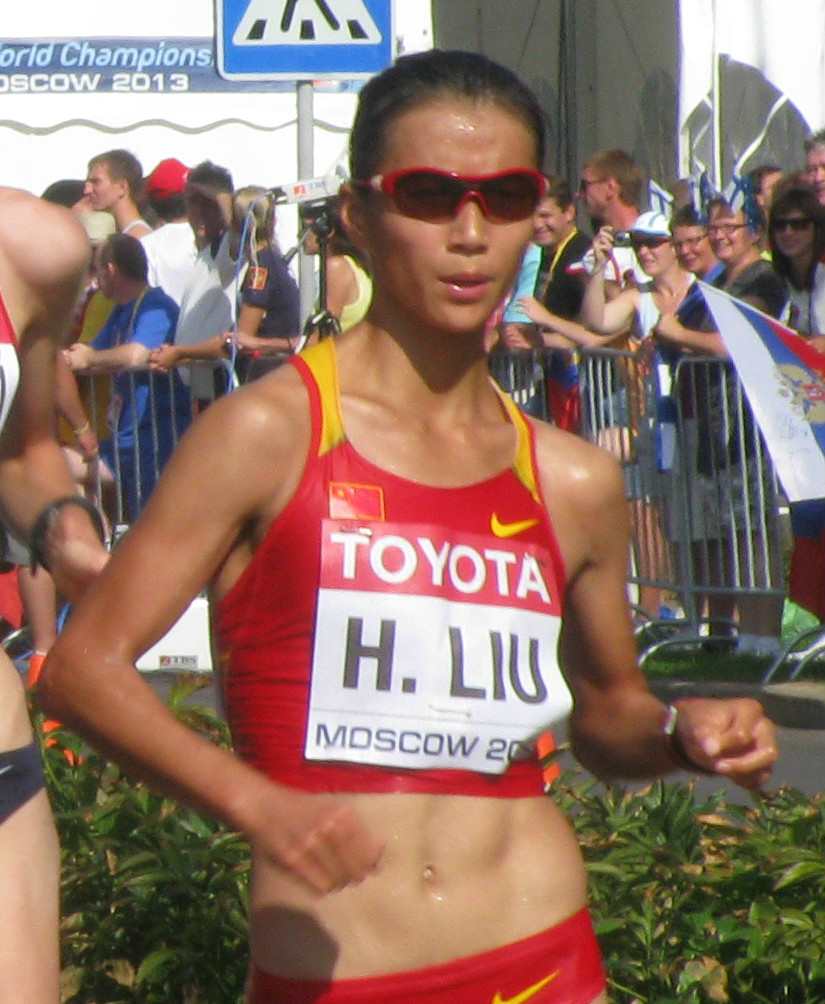
Weltmeisterin wurde die Olympiadritte von 2012 Liu Hong

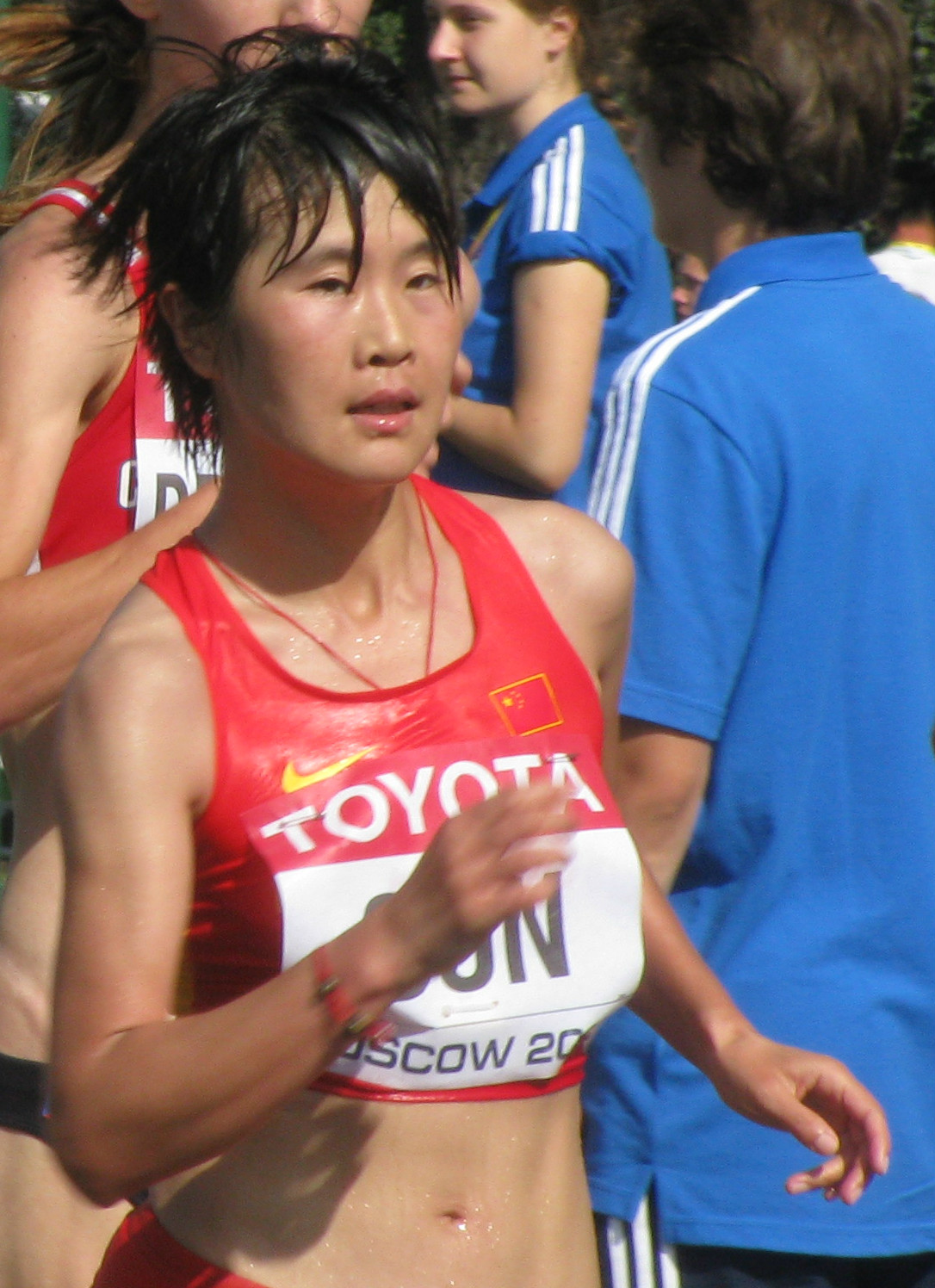
Silbermedaillengewinnerin Sun Huanhuan

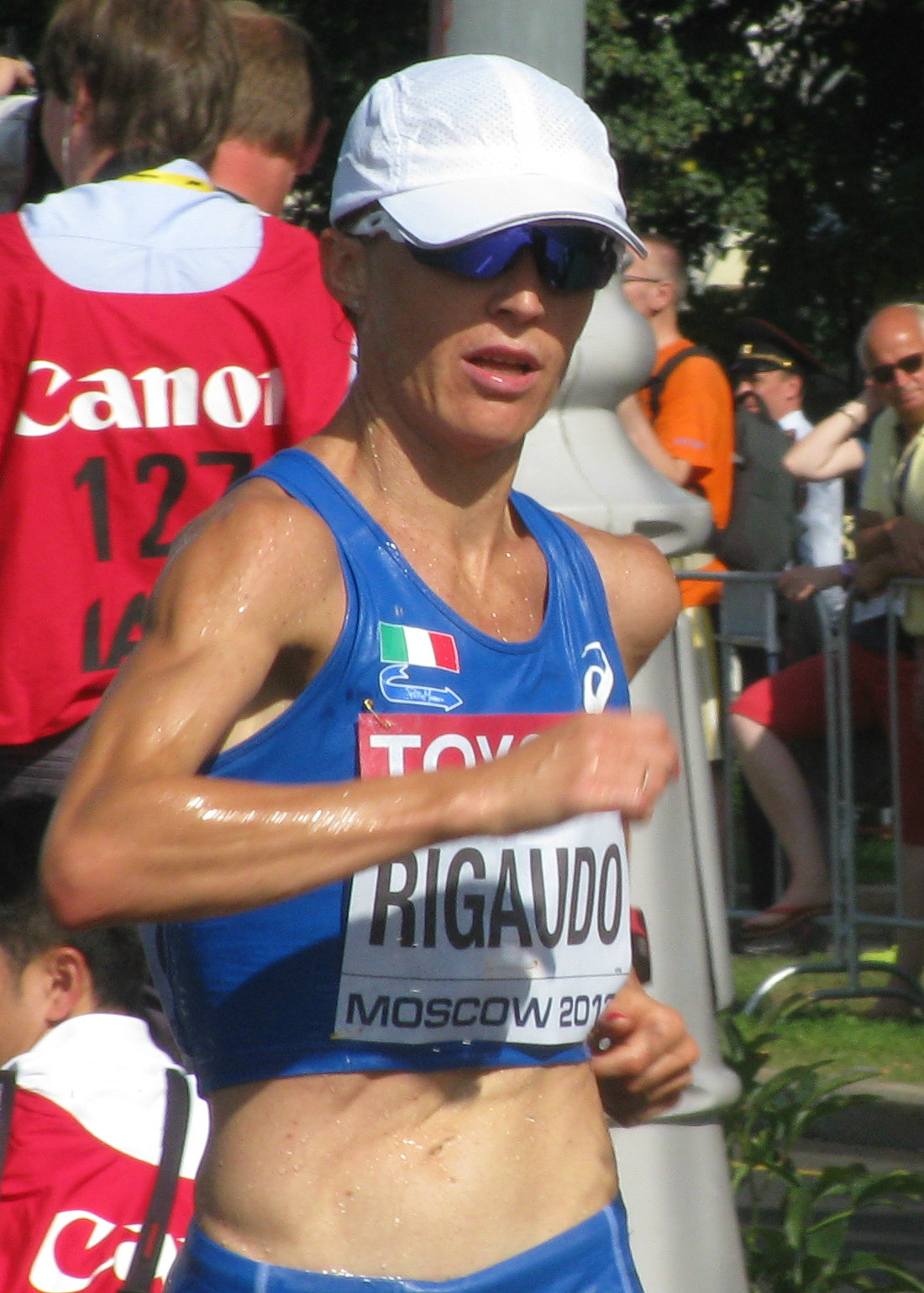
Rang drei für die Vizeweltmeisterin von 2011 und Olympiadritte von 2008 Elisa Rigaudo

13. August 2013, 9:35 Uhr
| Platz | Name                       | Nation              | Zeit (h)                       |
| ----- | -------------------------- | ------------------- | ------------------------------ |
| 1     | Liu Hong                   | Volksrepublik China | 1:28:10                        |
| 2     | Sun Huanhuan               | Volksrepublik China | 1:28:32                        |
| 3     | Elisa Rigaudo              | Italien             | 1:28:41 SB                     |
| 4     | Beatriz Pascual            | Spanien             | 1:29:00 SB                     |
| 5     | Anežka Drahotová           | Tschechien          | 1:29:05 NR                     |
| 6     | Ana Cabecinha              | Portugal            | 1:29:17 SB                     |
| 7     | Júlia Takács               | Spanien             | 1:29:25                        |
| 8     | Eleonora Giorgi            | Italien             | 1:30:01 SB                     |
| 9     | Inês Henriques             | Portugal            | 1:30:28                        |
| 10    | Ljudmyla Oljanowska        | Ukraine             | 1:30:48                        |
| 11    | Antonella Palmisano        | Italien             | 1:30:50 PB                     |
| 12    | Mayra Carolina Herrera     | Guatemala           | 1:30:59 PB                     |
| 13    | Qoijing Gyi                | Volksrepublik China | 1:31:15                        |
| 14    | Hanna Drabenia             | Belarus             | 1:31:16                        |
| 15    | Vera Santos                | Portugal            | 1:31:36                        |
| 16    | Lorena Luaces              | Spanien             | 1:31:43 SB                     |
| 17    | Brigita Virbalytė-Dimšienė | Litauen             | 1:31:58                        |
| 18    | Kristina Saltanovič        | Litauen             | 1:32:11 SB                     |
| 19    | Sandra Arenas              | Kolumbien           | 1:32:25 NR                     |
| 20    | Agnese Pastare             | Lettland            | 1:32:30 SB                     |
| 21    | Nastassja Jazewitsch       | Belarus             | 1:32:32 SB                     |
| 22    | Yanelli Caballero          | Mexiko              | 1:32:37                        |
| 23    | Kumi Otoshi                | Japan               | 1:32:44                        |
| 24    | Paola Pérez                | Ecuador             | 1:33:03                        |
| 25    | Masumi Fuchise             | Japan               | 1:33:13                        |
| 26    | Paulina Buziak             | Polen               | 1:33:30                        |
| 27    | Laura Reynolds             | Irland              | 1:33:39                        |
| 28    | Antigoni Drisbioti         | Griechenland        | 1:33:42 PB                     |
| 29    | Sandra Galvis              | Kolumbien           | 1:33:49 SB                     |
| 30    | Maria Michta               | USA                 | 1:33:51 SB                     |
| 31    | Kimberly García            | Peru                | 1:33:57 NR                     |
| 32    | Laura Polli                | Schweiz             | 1:34:07 PB                     |
| 33    | Viktória Madarász          | Ungarn              | 1:34:10 SB                     |
| 34    | Galina Kichigina           | Kasachstan          | 1:34:18                        |
| 35    | Khushbir Kaur              | Indien              | 1:34:28 NR                     |
| 36    | Jeon Yeong-eun             | Südkorea            | 1:34:29 SB                     |
| 37    | Neringa Aidietytė          | Litauen             | 1:34:32                        |
| 38    | Anita Kažemaka             | Lettland            | 1:34:37 SB                     |
| 39    | Erin Gray                  | USA                 | 1:34:38 PB                     |
| 40    | Agnieszka Dygacz           | Polen               | 1:34:42                        |
| 41    | Tanya Holliday             | Australien          | 1:35:18                        |
| 42    | Wendy Cornejo              | Bolivien            | 1:36:06                        |
| 43    | Anne Halkivaha             | Finnland            | 1:36:17                        |
| 44    | Nguyen Thi Thanh Phuc      | Vietnam             | 1:36:27                        |
| 45    | Marie Polli                | Schweiz             | 1:36:31 SB                     |
| 46    | Ángela Castro              | Bolivien            | 1:36:33                        |
| 47    | Mária Czaková              | Slowakei            | 1:36:34                        |
| 48    | Mónica Equihua             | Mexiko              | 1:36:46                        |
| 49    | Katarzyna Burghardt        | Polen               | 1:36:54                        |
| 50    | Jess Rothwell              | Australien          | 1:38:03                        |
| 51    | Sholpan Kozhakhmetova      | Kasachstan          | 1:38:09 SB                     |
| 52    | Olha Iakovenko             | Ukraine             | 1:39:58                        |
| 53    | Lucie Pelantová            | Tschechien          | 1:40:23                        |
| DNF   | Mária Gáliková             | Slowakei            |                                |
| DSQ   | Miranda Melville           | USA                 | IAAF Rule 230.7a 3 Rote Karten |
| DSQ   | Mirna Ortiz                | Guatemala           | IAAF Rule 230.7a 3 Rote Karten |
| DSQ   | Lizbeth Silva              | Mexiko              | IAAF Rule 230.7a 3 Rote Karten |
| DSQ   | Wera Sokolowa              | Russland            | IAAF Rule 230.7a 3 Rote Karten |
| DOP   | Jelena Laschmanowa         | Russland            | 1:27:08                        |
| DOP   | Anissja Kirdjapkina        | Russland            | 1:27:11                        |
| DOP   | Olena Schumkina            | Ukraine             | 1:31:51                        |
| DOP   | Ayman Kozhakhmetova        | Kasachstan          | 1:33:00                        |

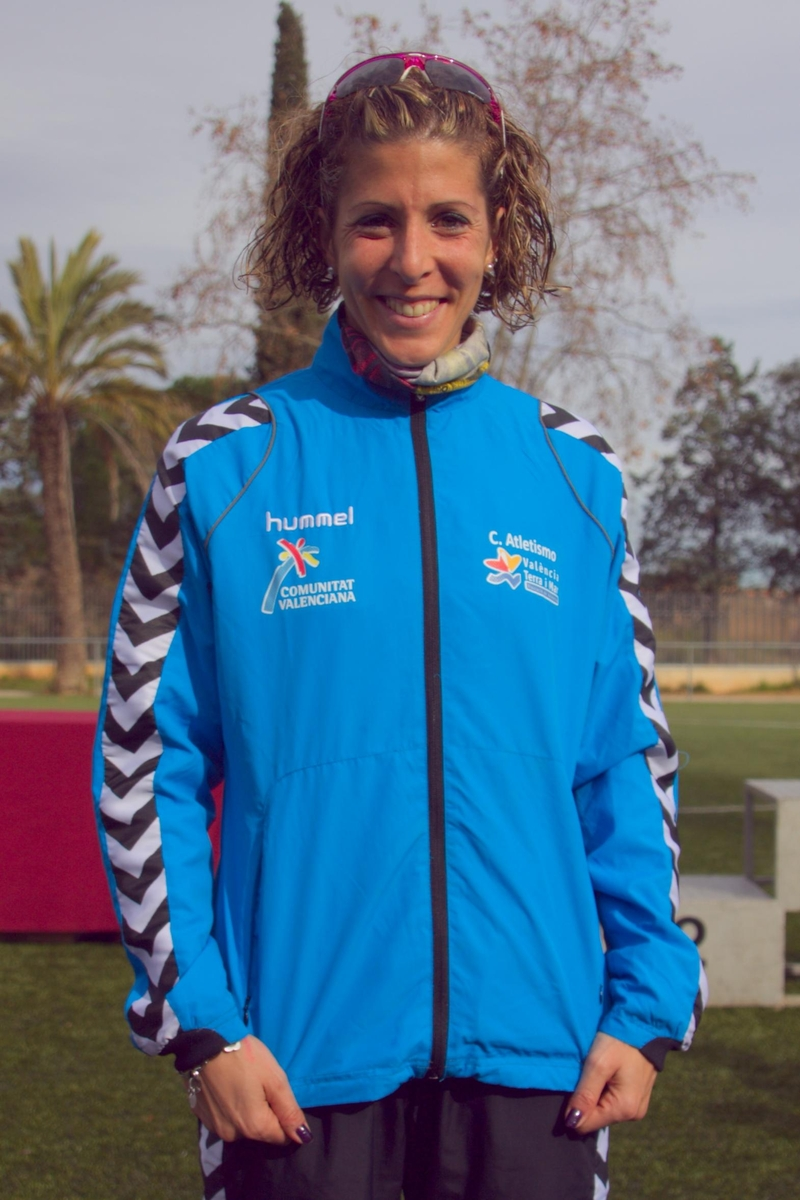
Beatriz Pascual kam auf den vierten Platz
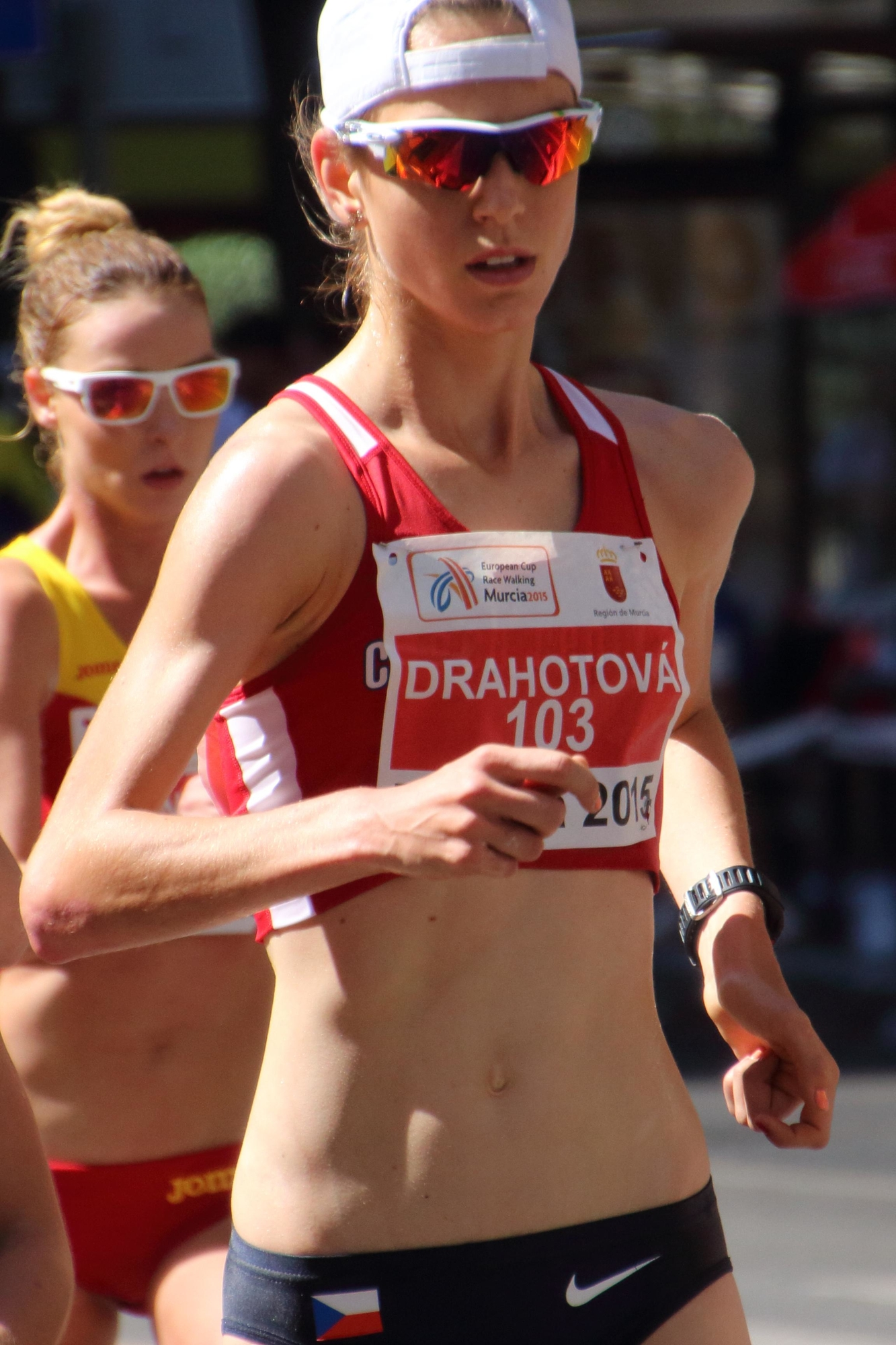
Anežka Drahotová – Rang fünf mit spanischem Landesrekord
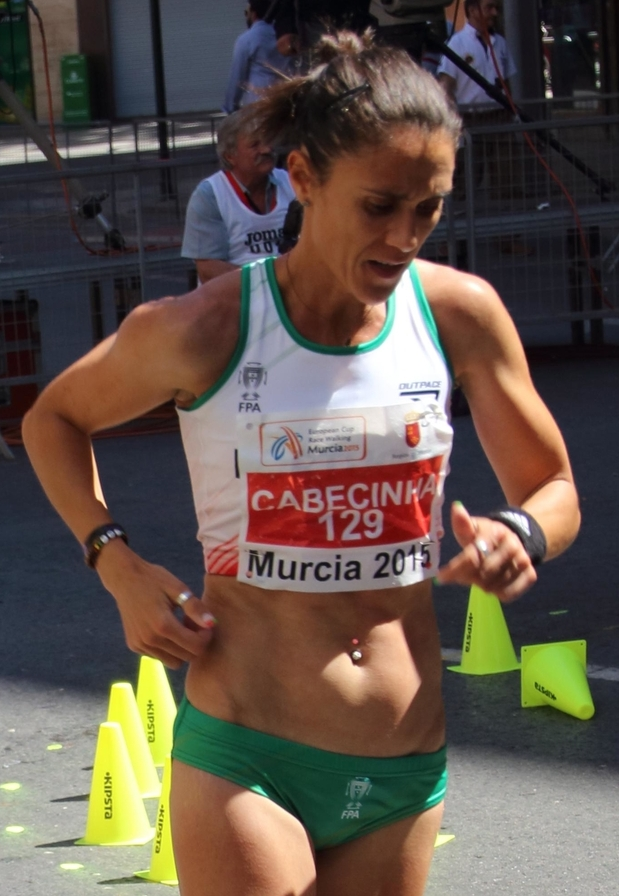
Ana Cabecinha belegte Rang sechs
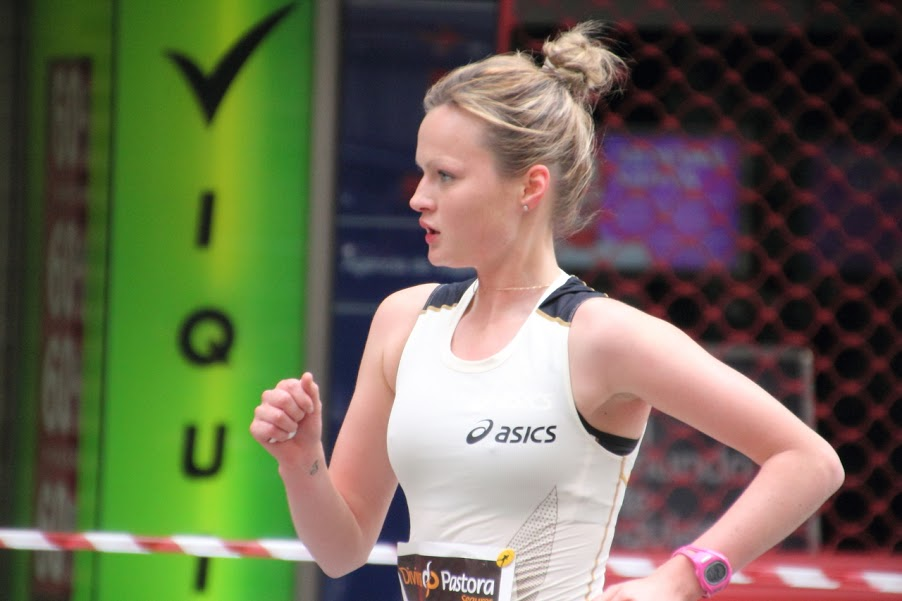
Júlia Takács erreichte Platz sieben
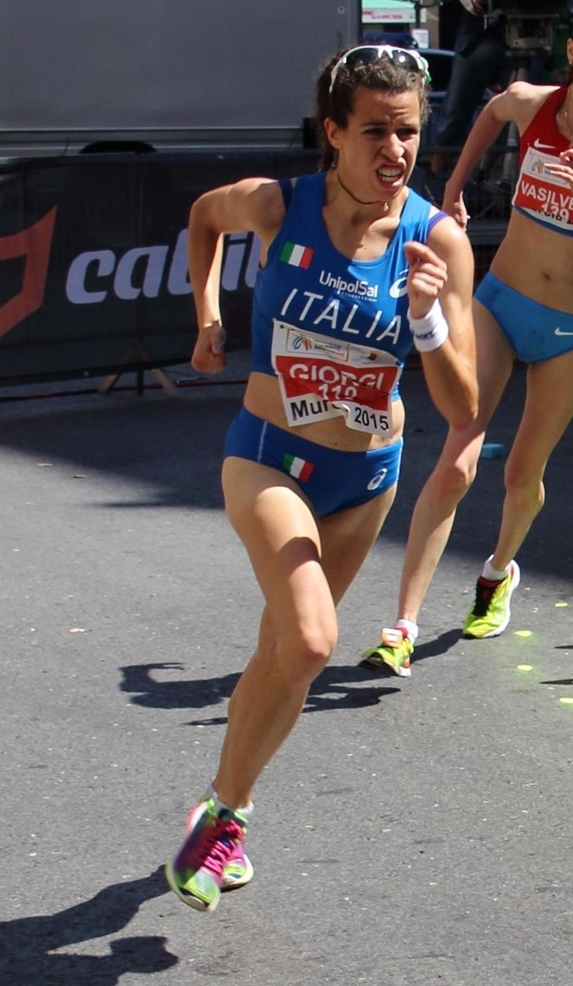
Eleonora Giorgi – Rang acht
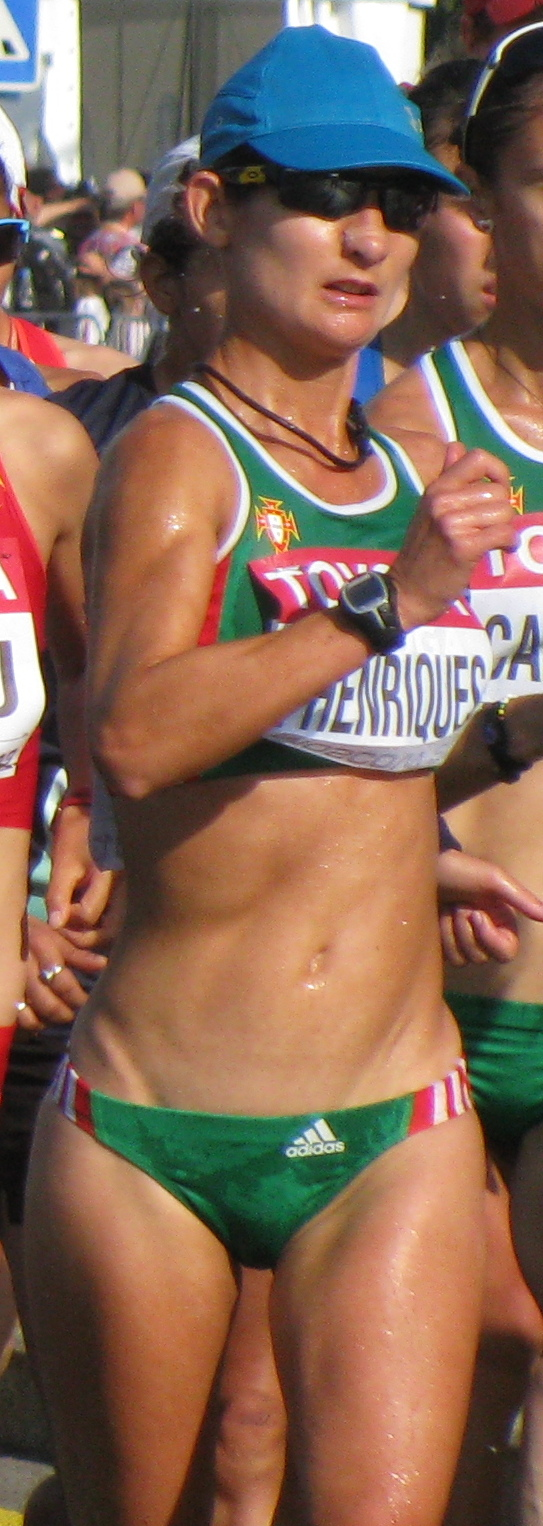
Die neuntplatzierte Inês Henriques
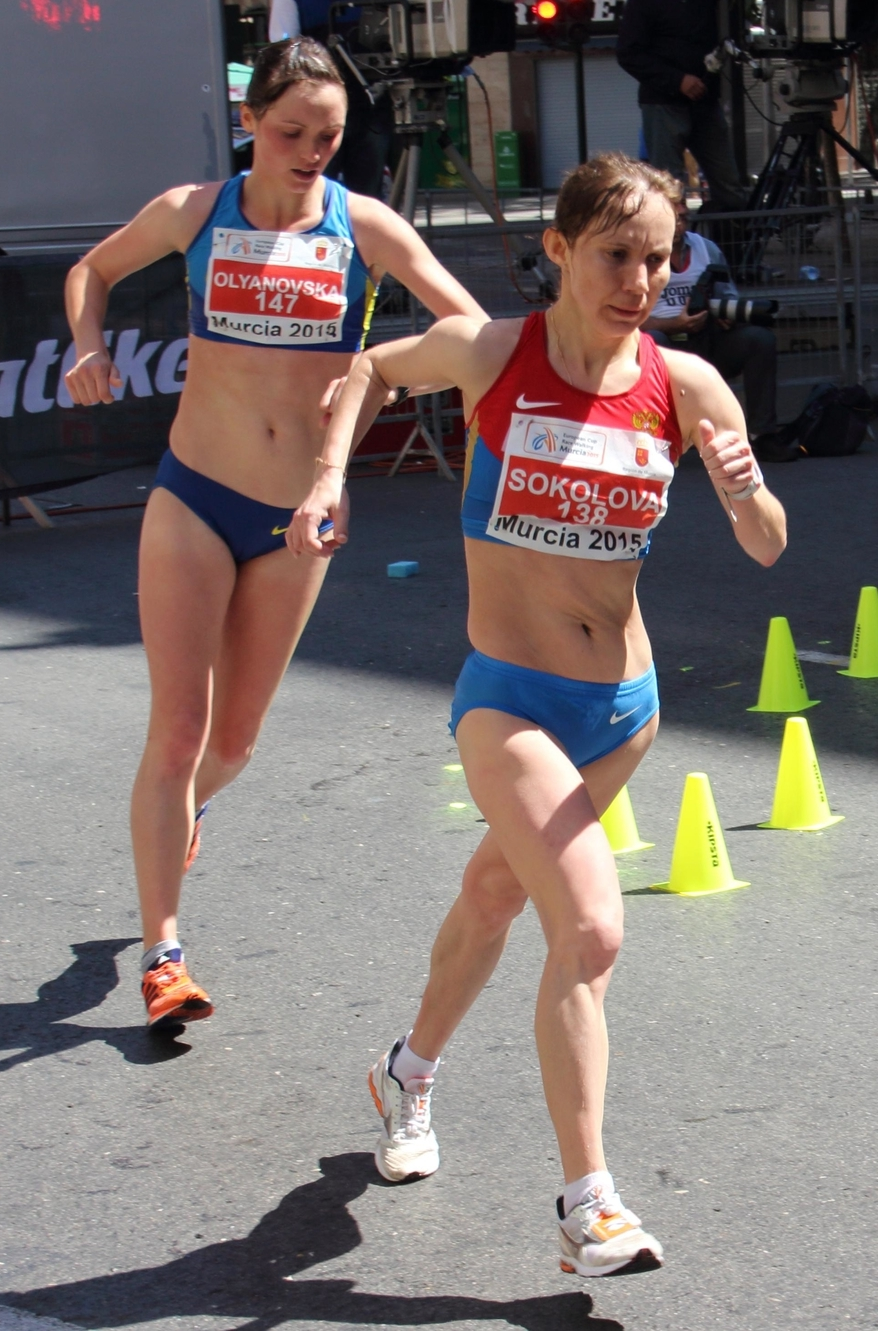
Ljudmyla Oljanowska (links) – Rang zehn / Wera Sokolowa – disqualifiziert (drei rote Karten)
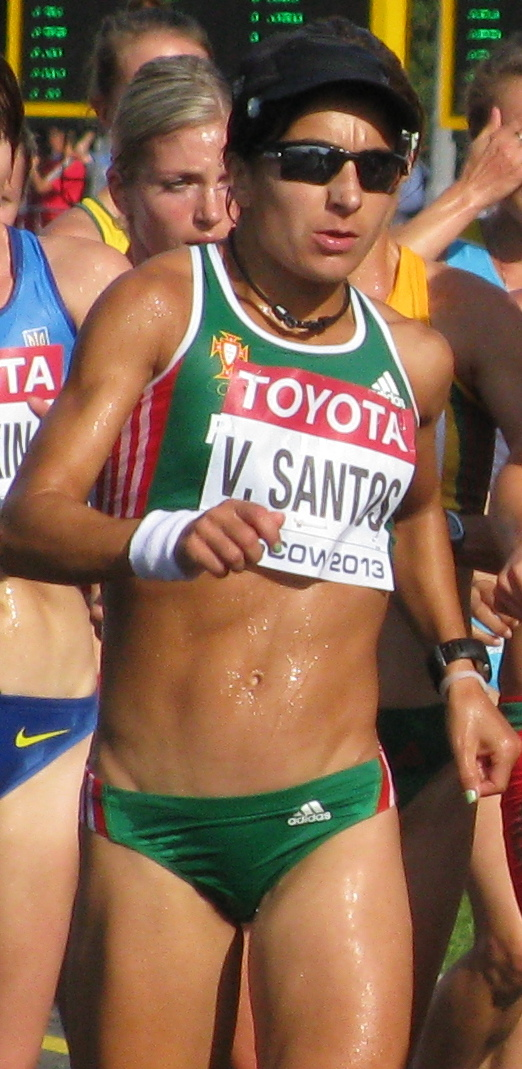
Vera Santos wurde Fünfzehnte
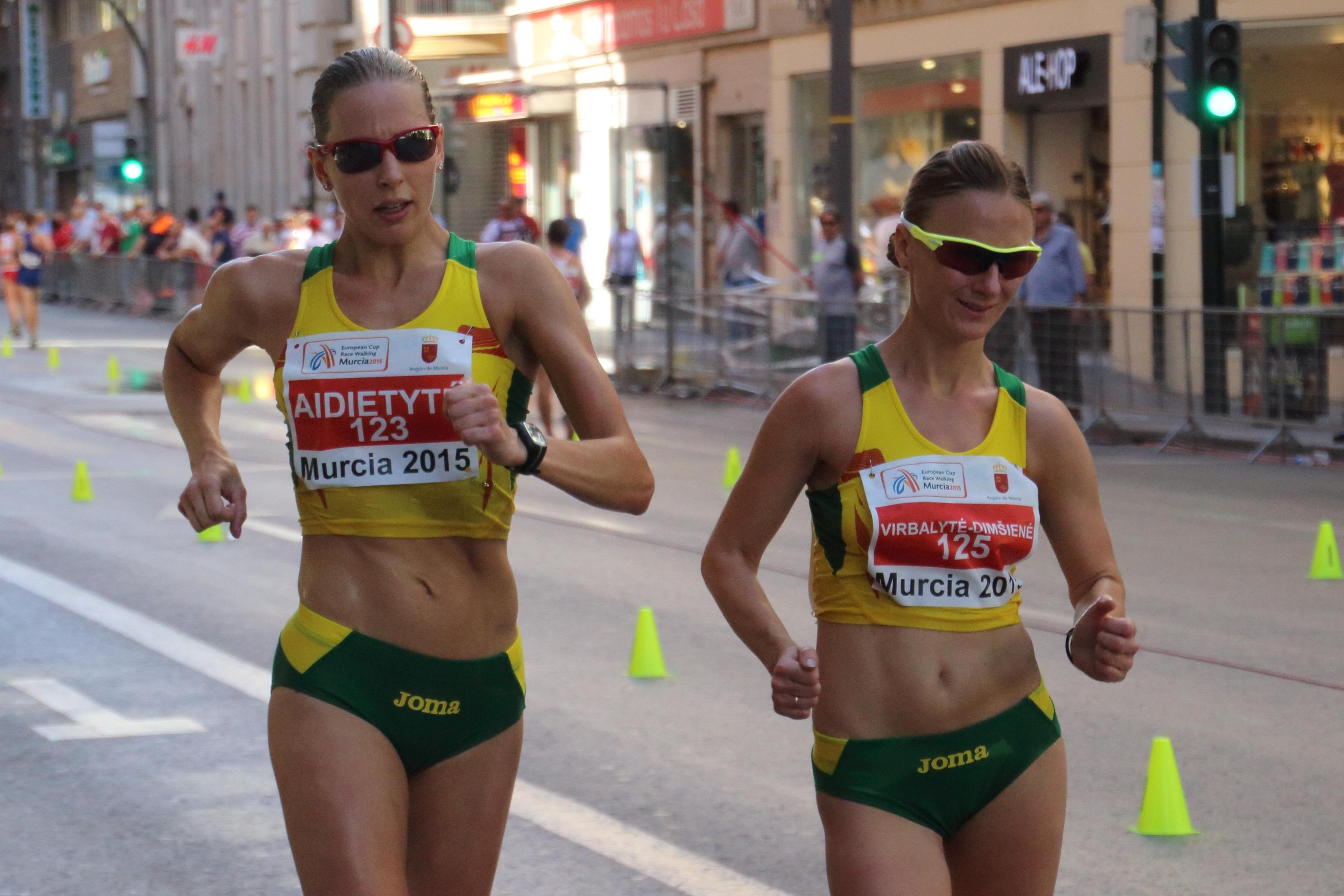
Brigita Virbalytė-Dimšienė (rechts) – Rang siebzehn / Neringa Aidietytė – Rang 37
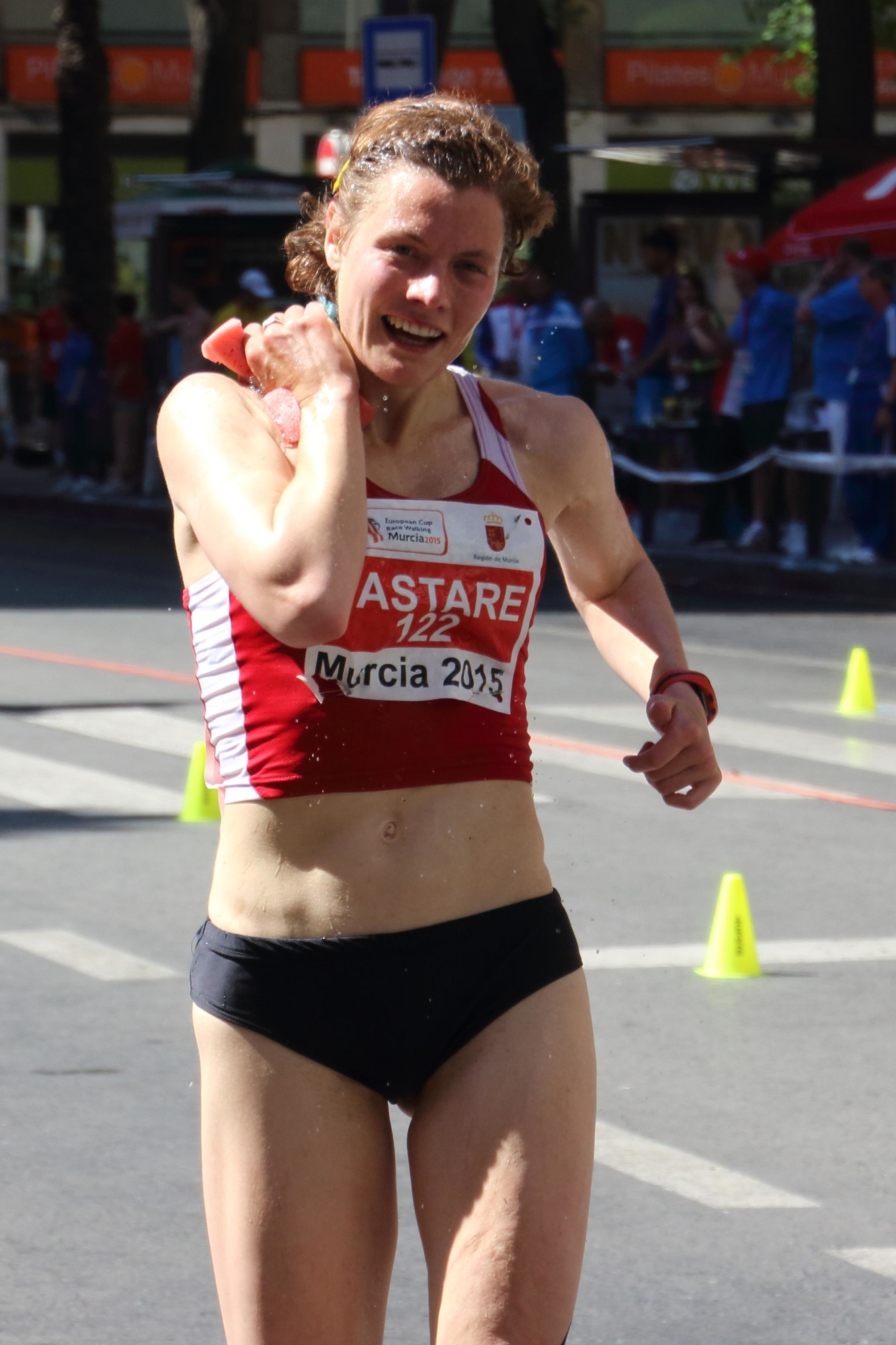
Platz 20 für Agnese Pastare
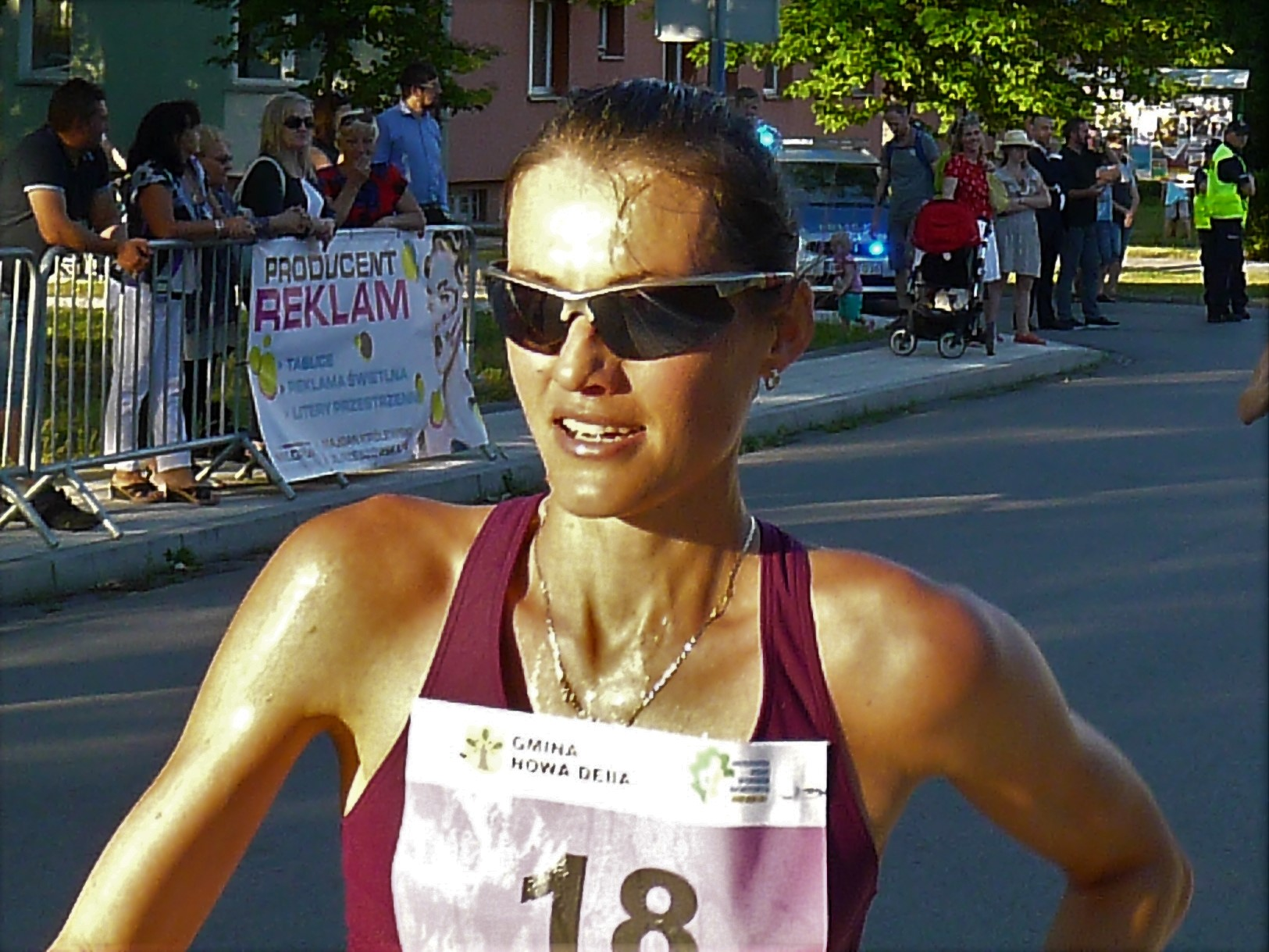
Paulina Buziak – Rang 26
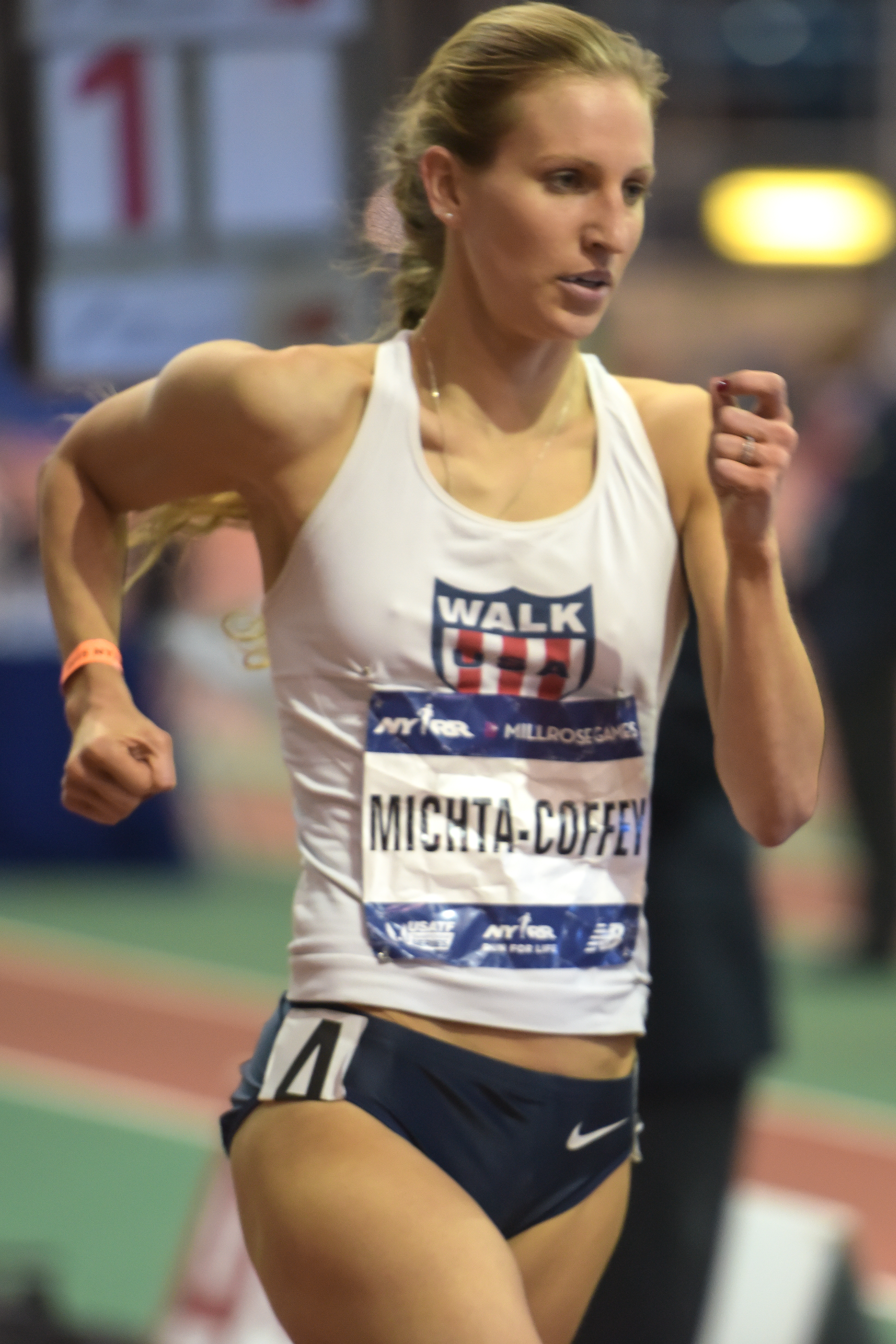
Maria Michta – Rang 30
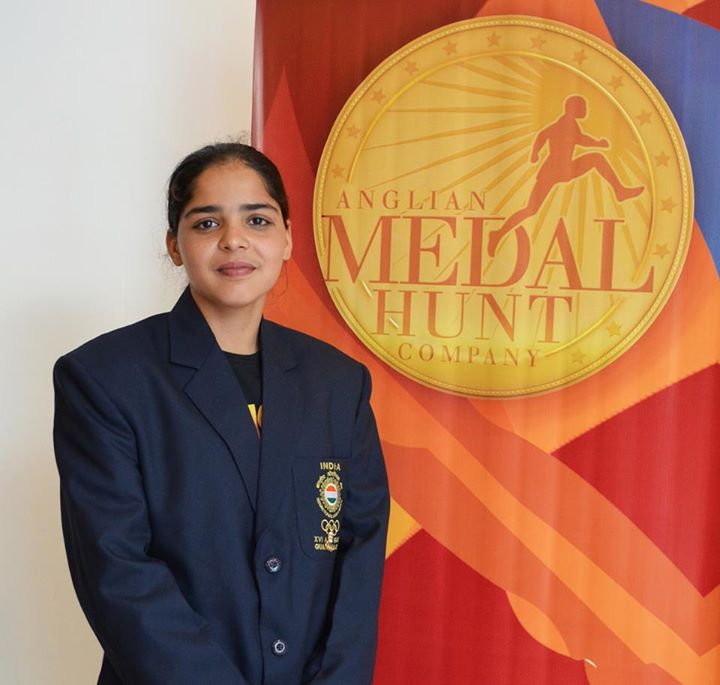
Khushbir Kaur – Rang 35 mit indischem Landesrekord
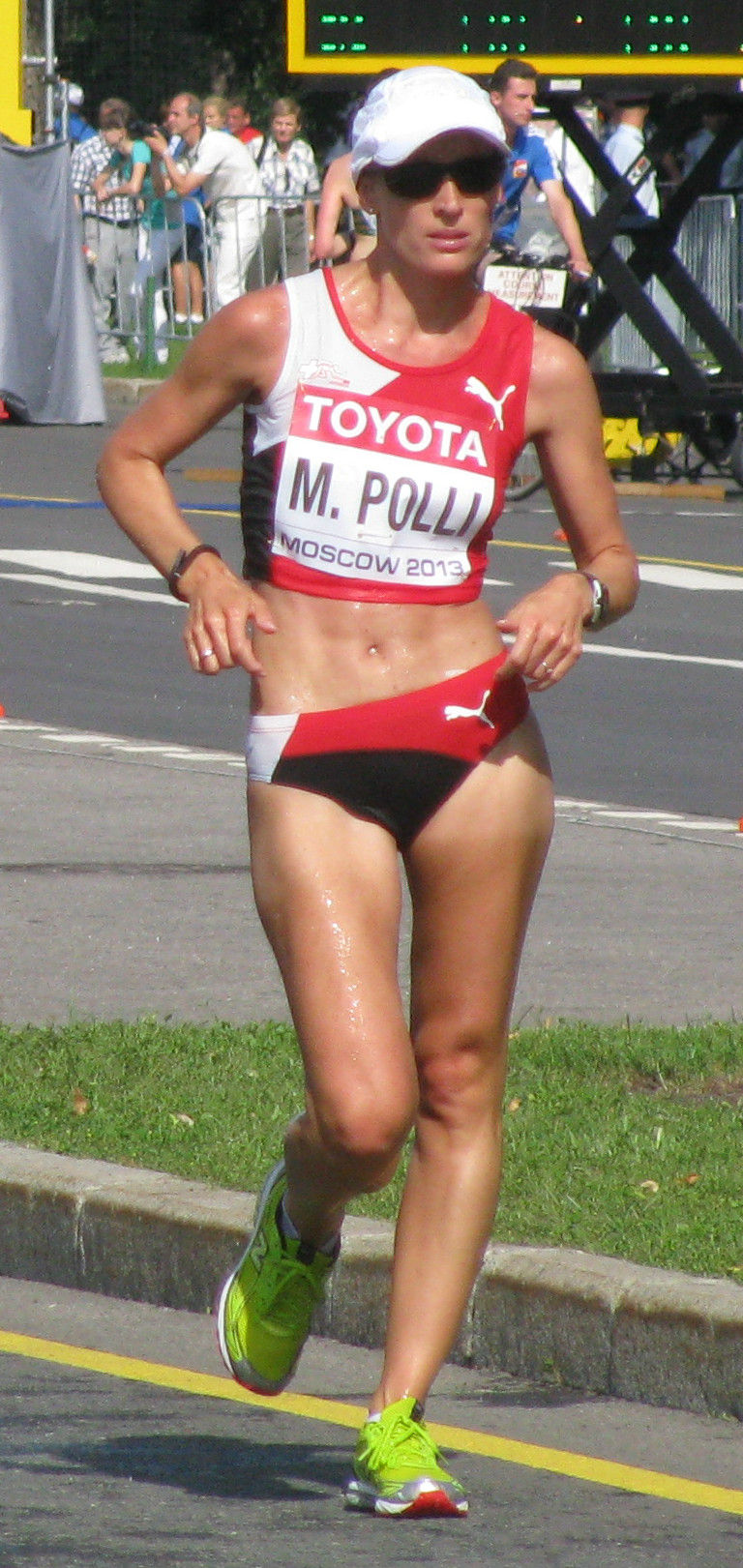
Marie Polli – Rang 45
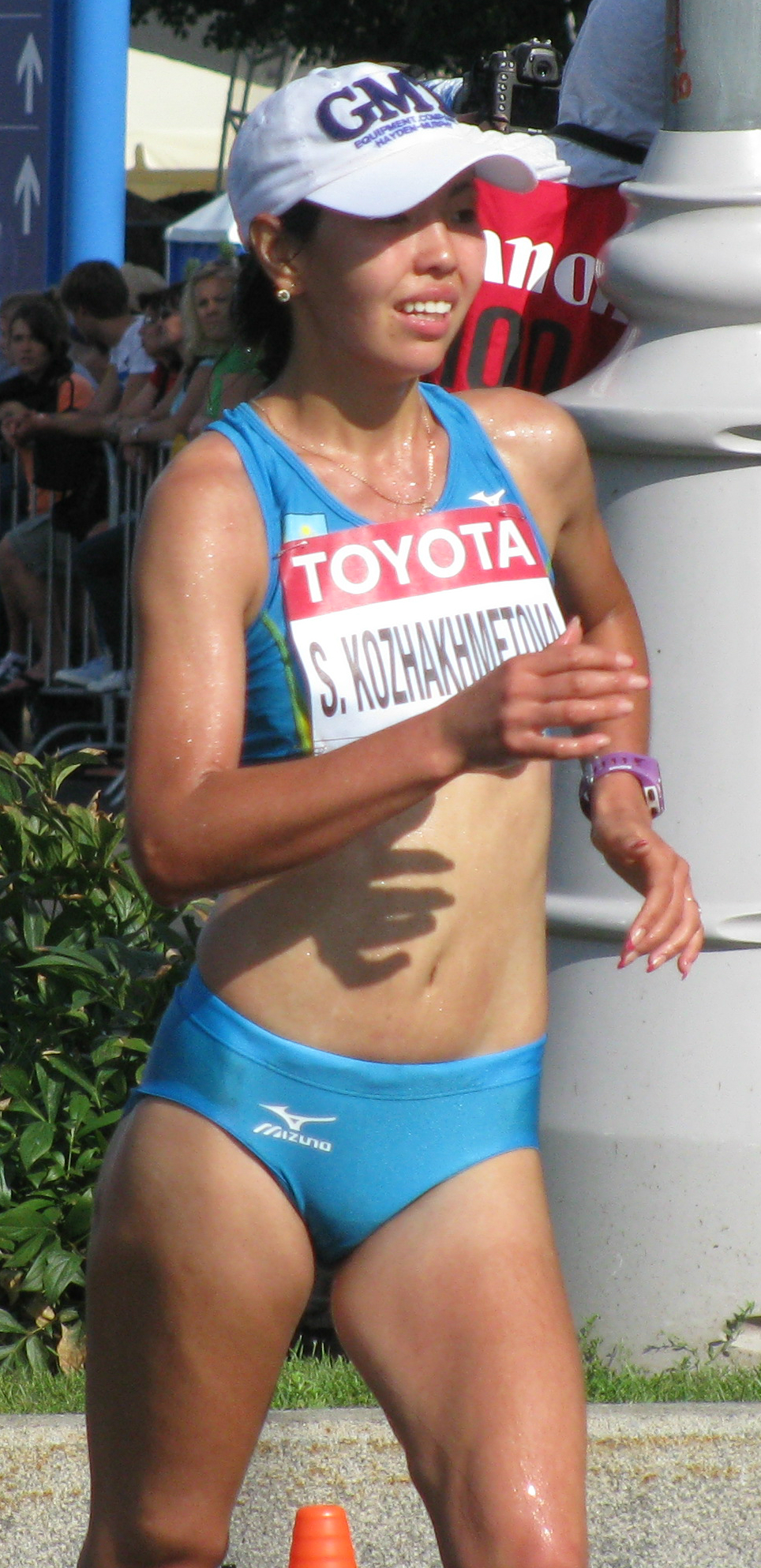
Sholpan Kozhakhmetova – Rang 51
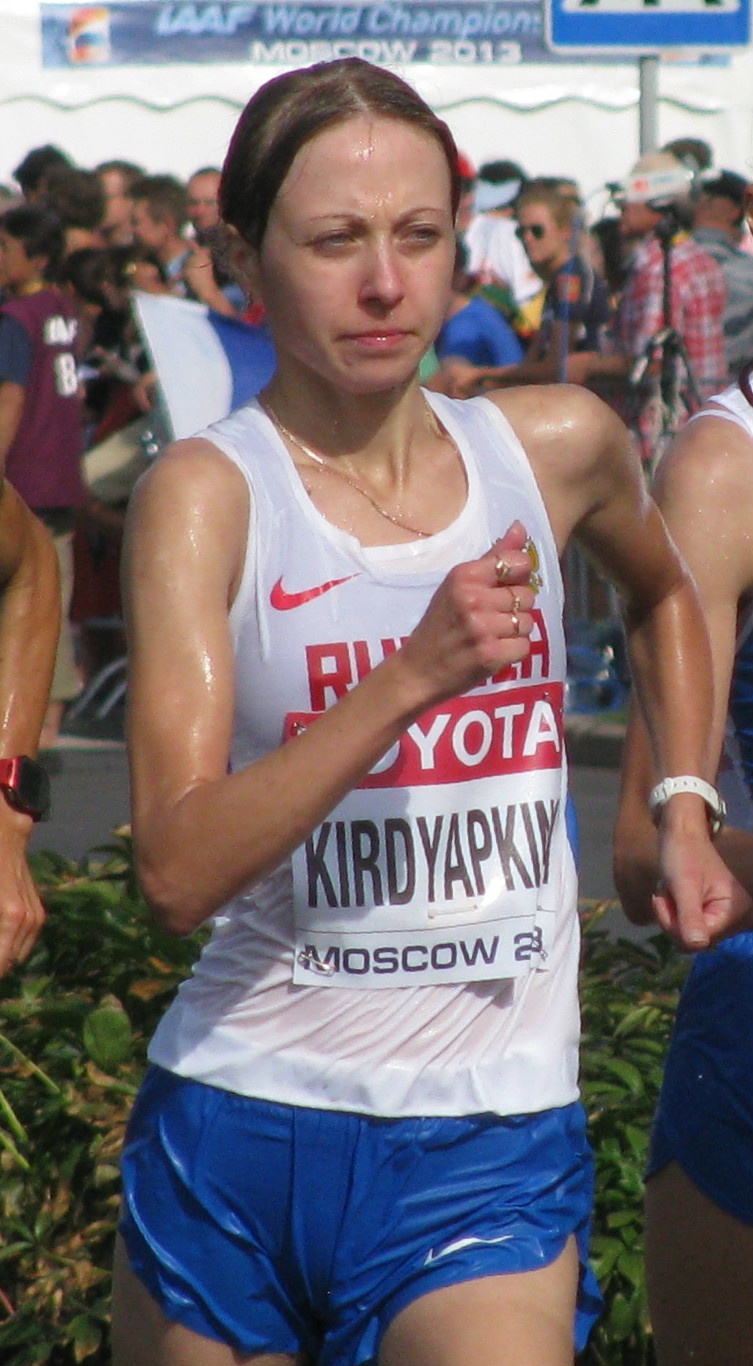
Anissja Kirdjapkina – gedopt und disqualifiziert
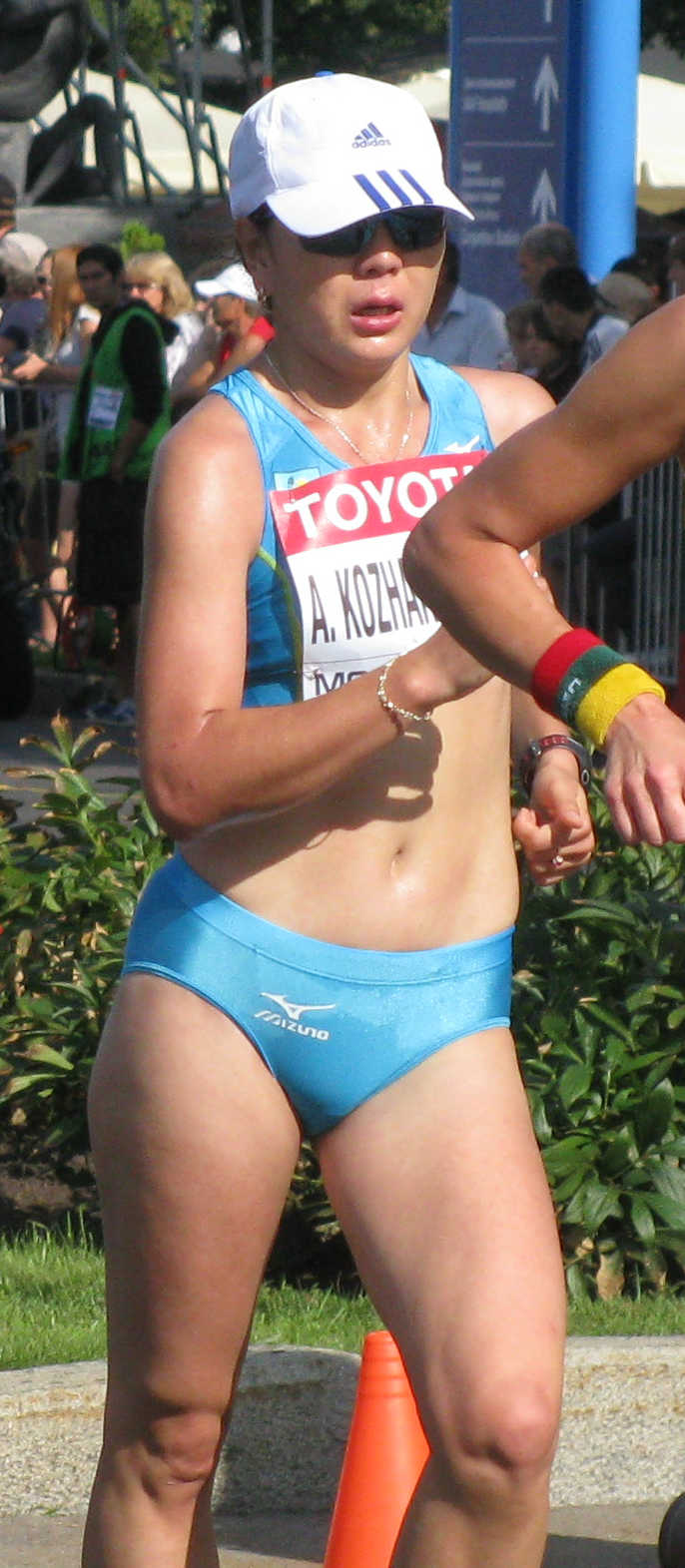
Ayman Kozhakhmetova – gedopt und disqualifiziert

## Video
- Moscow 2013 – 20k Walk Women – Final, youtube.com, abgerufen am 4. Februar 2021